# DDR-Fußballmeisterschaft der Junioren 1963
Die DDR-Fußballmeisterschaft der Junioren 1963 war die 14. Auflage dieses Wettbewerbes, der vom Jugendausschuß der Sektion Fußball (DDR) durchgeführt wurde. Der Wettbewerb begann am 23. Mai 1963 mit der Vorrunde und endete am 7. Juli 1963 mit dem Titelgewinn vom SC Aufbau Magdeburg. Nach zwei Vizemeisterschaften in den Vorjahren setzten sich die Magdeburger mit 3:1 im Finale gegen den SC Chemie Halle durch.

## Teilnehmende Mannschaften
An der DDR-Fußballmeisterschaft der Junioren (A-Jugend) für die Altersklasse (AK) 16–18 nahmen die Bezirksmeister der 14 Bezirke auf dem Gebiet der DDR sowie der Meister aus Ost-Berlin teil. Spielberechtigt waren Spieler bis zum 18. Lebensjahr (Stichtag: 1. September 1944 bis 31. August 1946).
Folgende Mannschaften qualifizierten sich für die DDR-Fußballmeisterschaft der Junioren:
| - Bezirk Rostock SC Empor Rostock - Bezirk Schwerin SC Traktor Schwerin - Bezirk Neubrandenburg SC Neubrandenburg - Bezirk Potsdam BSG Motor Süd Brandenburg - Ost-Berlin TSC Berlin | - Bezirk Frankfurt (Oder) SC Frankfurt/Oder - Bezirk Magdeburg SC Aufbau Magdeburg - Bezirk Halle SC Chemie Halle - Bezirk Leipzig SC Lokomotive Leipzig - Bezirk Cottbus BSG Motor Finsterwalde-Süd | - Bezirk Dresden SC Einheit Dresden - Bezirk Karl-Marx-Stadt BSG Motor Zwickau - Bezirk Erfurt SC Turbine Erfurt - Bezirk Gera SC Motor Jena - Bezirk Suhl BSG Motor Breitungen |

## Modus
Die Bezirksmeister wurden in der Vorrunde in vier Staffeln aufgeteilt und spielten in einer einfachen Runde nach dem Modus „Jeder gegen Jeden“ die Teilnehmer für die Zwischenrunde aus. In den Vierer-Staffeln bestritt jede Mannschaft je ein Heim- und Auswärtsspiel sowie ein Spiel auf neutralem Platz. Bei gleicher Punktzahl und Tordifferenz, gab es um den Staffelsieg ein Entscheidungsspiel auf neutralem Platz. In der Zwischenrunde ermittelten die vier Staffelsieger der Vorrunde in zwei Paarungen mit Hin- und Rückspiel die Finalteilnehmer.

## Vorrunde

### Staffel 1
Spiele
| Datum                       |                     | Ergebnis |                     |
| --------------------------- | ------------------- | -------- | ------------------- |
| Do 23. Mai, 14:30 Uhr       | SC Empor Rostock    | 1:0      | TSC Berlin          |
| Do 23. Mai, 14:30 Uhr       | SC Traktor Schwerin | 1:2      | SC Aufbau Magdeburg |
| So 26. Mai, 14:30 Uhr       | SC Aufbau Magdeburg | 1:1      | SC Empor Rostock    |
| So 26. Mai, 14:30 Uhr       | TSC Berlin          | 6:1      | SC Traktor Schwerin |
| Spiele auf neutralem Platz: |                     |          |                     |
| So 09. Juni 1963            | TSC Berlin          | 0:8      | SC Aufbau Magdeburg |
| So 09. Juni 1963            | SC Empor Rostock    | 8:0      | SC Traktor Schwerin |

Abschlusstabelle
| Pl. | Mannschaft          | Sp. | S | U | N | Tore    | Diff. | Punkte |
| --- | ------------------- | --- | - | - | - | ------- | ----- | ------ |
| 1.  | SC Aufbau Magdeburg | 3   | 2 | 1 | 0 | 011:200 | +9    | 05:10  |
| 2.  | SC Empor Rostock    | 3   | 2 | 1 | 0 | 010:100 | +9    | 05:10  |
| 3.  | TSC Berlin          | 3   | 1 | 0 | 2 | 006:100 | −4    | 02:40  |
| 4.  | SC Traktor Schwerin | 3   | 0 | 0 | 3 | 002:160 | −14   | 0:60   |

Entscheidungsspiel
| Datum            |                     | Ergebnis |                  |
| ---------------- | ------------------- | -------- | ---------------- |
| So 16. Juni 1963 | SC Aufbau Magdeburg | :        | SC Empor Rostock |

### Staffel 2
Spiele
| Datum                  |                           | Ergebnis |                           |
| ---------------------- | ------------------------- | -------- | ------------------------- |
| Do 23. Mai, 14:30 Uhr  | SC Neubrandenburg         | 1:4      | SC Frankfurt/Oder         |
| So 26. Mai, 14:30 Uhr  | BSG Motor Süd Brandenburg | :        | SC Neubrandenburg         |
| So 09. Juni, 14:30 Uhr | SC Frankfurt/Oder         | :        | BSG Motor Süd Brandenburg |

Abschlusstabelle
| Pl. | Mannschaft                | Sp. | S | U | N | Tore    | Diff. | Punkte |
| --- | ------------------------- | --- | - | - | - | ------- | ----- | ------ |
| 1.  | SC Frankfurt/Oder         | 0   | 0 | 0 | 0 | 000:000 | ±0    | 0:0    |
| 2.  | BSG Motor Süd Brandenburg | 0   | 0 | 0 | 0 | 000:000 | ±0    | 0:0    |
| 3.  | SC Neubrandenburg         | 0   | 0 | 0 | 0 | 000:000 | ±0    | 0:0    |

### Staffel 3
Spiele
| Datum                       |                            | Ergebnis |                            |
| --------------------------- | -------------------------- | -------- | -------------------------- |
| Do 23. Mai, 14:30 Uhr       | SC Lokomotive Leipzig      | 4:0      | BSG Motor Finsterwalde-Süd |
| So 26. Mai, 14:30 Uhr       | BSG Motor Finsterwalde-Süd | :        | BSG Motor Zwickau          |
| So 26. Mai, 14:30 Uhr       | SC Einheit Dresden         | 1:0      | SC Lokomotive Leipzig      |
| Mi .29. Mai, 17:00 Uhr      | BSG Motor Zwickau          | :        | SC Einheit Dresden         |
| Spiele auf neutralem Platz: |                            |          |                            |
| So 09. Juni 1963            | SC Einheit Dresden         | :        | BSG Motor Finsterwalde-Süd |
| So 09. Juni 1963            | BSG Motor Zwickau          | :        | SC Lokomotive Leipzig      |

Abschlusstabelle
| Pl. | Mannschaft                 | Sp. | S | U | N | Tore    | Diff. | Punkte |
| --- | -------------------------- | --- | - | - | - | ------- | ----- | ------ |
| 1.  | SC Lokomotive Leipzig      | 0   | 0 | 0 | 0 | 000:000 | ±0    | 0:0    |
| 2.  | SC Einheit Dresden         | 0   | 0 | 0 | 0 | 000:000 | ±0    | 0:0    |
| 3.  | BSG Motor Zwickau          | 0   | 0 | 0 | 0 | 000:000 | ±0    | 0:0    |
| 4.  | BSG Motor Finsterwalde-Süd | 0   | 0 | 0 | 0 | 000:000 | ±0    | 0:0    |

### Staffel 4
Spiele
| Datum                       |                      | Ergebnis |                      |
| --------------------------- | -------------------- | -------- | -------------------- |
| Do 23. Mai, 14:30 Uhr       | BSG Motor Breitungen | 2:5      | SC Turbine Erfurt    |
| Do 23. Mai, 14:30 Uhr       | SC Chemie Halle      | 3:1      | SC Motor Jena        |
| So 26. Mai, 14:30 Uhr       | SC Motor Jena        | 7:1      | BSG Motor Breitungen |
| So 26. Mai, 14:30 Uhr       | SC Turbine Erfurt    | 2:3      | SC Chemie Halle      |
| Spiele auf neutralem Platz: |                      |          |                      |
| So 09. Juni 1963            | SC Motor Jena        | :        | SC Turbine Erfurt    |
| So 09. Juni 1963            | SC Chemie Halle      | 12:00    | BSG Motor Breitungen |

Abschlusstabelle
| Pl. | Mannschaft           | Sp. | S | U | N | Tore    | Diff. | Punkte |
| --- | -------------------- | --- | - | - | - | ------- | ----- | ------ |
| 1.  | SC Chemie Halle      | 3   | 3 | 0 | 0 | 018:300 | +15   | 06:0   |
| 2.  | SC Motor Jena        | 2   | 1 | 0 | 1 | 008:400 | +4    | 02:20  |
| 3.  | SC Turbine Erfurt    | 2   | 1 | 0 | 1 | 007:500 | +2    | 02:20  |
| 4.  | BSG Motor Breitungen | 3   | 0 | 0 | 3 | 003:240 | −21   | 0:60   |

## Zwischenrunde
In der Zwischenrunde ermittelten die vier Staffelsieger der Vorrunde in zwei Paarungen mit Hin- und Rückspiel die Teilnehmer für das Finale.
| Datum                      |                       | Gesamt |                     | Hinspiel | Rückspiel |
| -------------------------- | --------------------- | ------ | ------------------- | -------- | --------- |
| Mi .19. Juni / So 23. Juni | SC Frankfurt/Oder     | 1:2    | SC Aufbau Magdeburg | 1:2      | 0:0       |
| So 23. Juni / So 30. Juni  | SC Lokomotive Leipzig | 1:5    | SC Chemie Halle     | 0:2      | 1:3       |

## Finale
| Paarung             | SC Chemie Halle – SC Aufbau Magdeburg |
| Ergebnis            | 0:2 (0:0) |
| Datum               | Sonntag, 7. Juli 1963 um 17:00 Uhr |
| Stadion             | Friedensstadion, Halberstadt |
| Zuschauer           | 1.200 |
| Schiedsrichter      | Jochen Warz (Erfurt) |
| Tore                | 0:1 Tenneberg (47.) 0:2 Wegrad (83.) |
| SC Chemie Halle     | Strübing – Wejner, Rosenfeld, Heller – Schulze, Bernd Bransch – Hrachowec, Rainer Fräsdorf, Lothar Stahl, Goethe, Lutz Matthei Cheftrainer: Rolf Behrendt                                                                      |
| SC Aufbau Magdeburg | Gerhard Mahrenholz – Friedrich-Wilhelm Göcke, Jürgen Heinemann, Manfred Zapf – Helmut Gaube, Michael Schumacher – Manfred Merkel, Reinhard Segger, Erich Tenneberg, Wolfgang Kanefeier, Joachim Wegrad Cheftrainer: Kurt Holke |